# ო
Oni (asomtavruli Ⴍ, nuskhuri ⴍ, mkhedruli ო) es la decimosexta letra del alfabeto georgiano.
En el sistema de numeración georgiano tiene un valor de 70.
Oni representa comúnmente la vocal semicerrada posterior redondeada, como la pronunciación de o en "loro".

## Letra

Escritura simplificada

Oni tiene en la escritura manuscrita en el estilo mjedruli una variante simplificada en forma de un pequeño ángulo recto que recuerda a una ele latina mayúscula de tamaño reducido, sin embargo esta alternativa es infrecuente y oni suele escribirse más a menudo como dos arcos. 
| asomtavruli | nuskhuri | mkhedruli |
| ----------- | -------- | --------- |
|             |          |           |

## Codificación digital
| asomtavruli | nuskhuri | mkhedruli |
| ----------- | -------- | --------- |
| U + 10AD    | U + 2D0D | U + 10DD  |

## Braille
| mkhedruli |
| --------- |
|           |